# Založba Annales
Založba Annales (Annales ZRS) je slovenska založba, ustanovljena leta 1991. Deluje v okviru Znanstveno-raziskovalnega središča Univerze na Primorskem.
Ustanovilo jo je Zgodovinsko društvo za južno Primorsko Koper, vendar je prešla pod okrilje Znanstveno-raziskovalnega središča, ko je bilo to ustanovljeno leta 1996.
Leta 2014 je založba prek javnega razpisa naročila razvoj novega logotipa.